# Agua Obscura
Agua Obscura är en ort i Mexiko.   Den ligger i kommunen San José Tenango och delstaten Oaxaca, i den sydöstra delen av landet, 290 km sydost om huvudstaden Mexico City. Agua Obscura ligger 1 152 meter över havet och antalet invånare är 105.
Terrängen runt Agua Obscura är kuperad åt nordost, men åt sydväst är den bergig. Runt Agua Obscura är det ganska tätbefolkat, med 104 invånare per kvadratkilometer. Närmaste större samhälle är Huautla de Jiménez, 12,5 km väster om Agua Obscura. I omgivningarna runt Agua Obscura växer i huvudsak städsegrön lövskog.